# Pausinystalia johimbe
Pausinystalia johimbe (Yohimbe), anteriormente conocida como Corynanthe yohimbe, es una planta psicoactiva que contiene triptamina y el alcaloide yohimbina. Está ampliamente distribuida y es afrodisiaca.

## Descripción
Es un gran árbol de los bosques ecuatoriales que alcanza los 25-30 metros de altura. Sus hojas son grandes de 25-40 cm de largo y 8-12 cm de ancho, ovales y acuminadas. La inflorescencia se produce en forma de panículas con flores que tienen cinco pétalos y cinco sépalos, la corola es de color blanco. El fruto es una pequeña cápsula dehiscente que contiene numerosas semillas aladas.

## Distribución y hábitat
Es originaria de Gabón y Camerún donde se encuentra en la selva ecuatorial.

## Propiedades
Principios activos: contiene alcaloides indólicos del grupo de la yohimbina como yohimbina o quebrachina (llamada así porque se encuentra en el quebracho blanco), aloyohimbina y delta yohimbina, o del grupo de la corinateína, como la ajmalicina y dihidrocorianteína. También contiene tanino que le confiere un color marrón rojizo y material mineral.
Propiedades: 
- Es simpaticolítico, produce la dilatación de los vasos periféricos, disminuyendo la tensión arterial.
- Es afrodisíaco, ya que la misma dilatación de los vasos sanguíneos, provoca en el órgano genital masculino, una erección más intensa y duradera. Se emplea contra la impotencia, prostatitis con micción dolorosa y, en menor medida, contra la frigidez femenina. Por la vía externa se usa como analgésico en oftalmología y operaciones de oídos y nariz. En dosis elevadas, produce intensa salivación y relajación de esfínteres con defecación. Se manifiesta con la alteración del ritmo cardíaco.[1]

## Taxonomía
Pausinystalia johimbe fue descrita por (K.Schum.) Pierre ex Beille y publicado en Actes de la Société Linnéenne de Bordeaux 61: 130, en el año 1906.
Etimología
Pausinystalia, deriva de dos vocablos griegos que indican que elimina la somnolencia.
yohimbe es la denominación indígena de la planta. 
Sinonimia
- Corynanthe johimbe K.Schum. (1901) basónimo
- Pseudocinchona johimbe (K.Schum.) A.Chev.
- Pausinystalia trillesii Pierre ex Dupouy & Beille (1906)
- Pausinystalia zenkeri W.Brandt (1922)[3]